# Primera Guerra de Schleswig
La primera guerra de Schleswig o primera guerra pruso-danesa va ser un conflicte que va enfrontar a la Confederació Germànica amb Dinamarca entre el mes de març de 1848 fins a 1851. L'armistici de Malmoe, signat el 26 d'agost de 1848, va marcar un primer cessament de les hostilitats. Però la treva va ser trencada per Dinamarca el 10 de juliol de 1849. La pau definitiva es va pactar a Berlín el 2 de juliol de 1850. Un mes més tard, es va signar el protocol de Londres, que rehabilitava les distincions entre els ducats i Dinamarca. Un segon protocol es va signar a Londres en 1852, que acordava la successió dels Ducats al regne de Dinamarca i garantia la seva autonomia.

## Context

Mapa de les modificacions territorials.

Els ducats de Holstein, Saxonia-Lauenburg i Schleswig eren tres feus principalment agrícoles, el senyor dels quals era el rei de Dinamarca. El Tractat de Ribe del segle xv impedia la seva fusió, la qual cosa, amb el temps, va portar al fet que sorgissin certes disparitats entre ells. Així, els dos primers formaven part de la Confederació Germànica, mentre que Schleswig, no. Les regles de successió eren generalment les mateixes en els tres i a Dinamarca; no obstant això, en els ducats s'aplicava la Llei Sàlica, que impedia l'accés al tron a les dones. En la dècada de 1840, el príncep hereu danès, el futur Frederic VII, no tenia descendència, i es presentava com a possible una separació dels ducats de la Corona de Dinamarca. Per evitar-ho, el rei Cristià VIII de Dinamarca va establir la carta oberta (en danès: Offen Brief) en 1846, que esbiaixava la llei sàlica per mantenir els drets de Dinamarca sobre aquests territoris. Això suposava la desposesión de la casa alemanya de Schleswig-Holstein-Sonderburg-Augustenburg, hereva dels ducats i va suscitar un moviment patriòtic entre els nacionalistes alemanys.
En efecte, des de l'època napoleònica, el nacionalisme i el liberalisme estaven en auge a Europa. Els ducats no eren una excepció. Els conceptes de pàtria i de poble havien reemplaçat a les lleialtats dinàstiques. Els privilegis i els sobirans per dret diví eren idees que els liberals rebutjaven. En Schleswig, l'alemany era llavors l'idioma del dret i de les classes privilegiades. Els danesos no acceptaven aquesta situació, que era per tant molt tibant.

## Desenvolupament
El 20 de gener de 1848, poc després del seu ascens al tron, Frederic VII de Dinamarca va publicar una nova constitució per a Dinamarca que preveia l'annexió dels tres ducats. Això no va deixar indiferent al ministre d'Afers exteriors prussià Armin-Suckow que va pressionar al rei de Prússia perquè intervingués. El 21 de març de 1848, el nou govern danès es va annexionar Schleswig. Incitats pels moviments nacionals de 1848, els alemanys dels ducats es van rebel·lar i van formar un govern provisional. El rei de Dinamarca no va anar oficialment destronat, però el govern li va retirar les seves funcions. El Bundestag va reconèixer al nou govern, tenint lloc també per tant les eleccions al parlament de Frankfurt en el ducat Schleswig. Cridades pel govern, les tropes prussianes, aliades amb altres Estats alemanys, i sota mandat de la Confederació Germànica, van ocupar el Schleswig el 23 d'abril.
Al final de maig, les tropes prussianes es van retirar més al sud després de negociacions amb els britànics. El parlament de Frankfurt va protestar contra aquesta decisió no concertada. Rússia, per raons d'estratègia marítima, es va posar també del costat danès, igual que els britànics, que no volien un domini alemany sobre el «Bósfor» del nord. Els britànics no desitjaven una intervenció russa, i van preferir arribar a una solució pacífica. En la seva qualitat de líder de la Confederació Alemanya, l'imperi austríac va participar amb voluntaris.
Després d'un alto-el-foc unilateral de Prússia, es va signar el 26 d'agost l'armistici de Malmoe sota pressió russa i britànica. Inicialment va ser rebutjat pel parlament de Frankfurt, responsable de la unificació d'Alemanya, però va haver d'enfrontar-se a l'absència de mitjans amb els quals continuar la guerra i va acabar per signar el tractat el 16 de setembre.
No obstant això, Dinamarca va trencar la treva el 10 de juliol de 1849. El 2 de juliol de 1850 es va signar la pau a Berlín. Un mes més tard, es va rubricar el protocol de Londres que restaurava les distincions entre els ducats i Dinamarca. Un segon protocol es va signar a Londres en 1852, pel qual es va acordar el lliurament dels ducats al regne de Dinamarca i es garantia l'autonomia dels mateixos. No obstant això, el nacionalisme alemany va pressionar perquè els ducats ingressessin en la Confederació.

### Causes de l'armistici de Malmoe
Sovint s'admet que l'armistici de Malmoe es va signar per intervencions exteriors: és a dir, pressions diplomàtiques del Regne Unit i de l'Imperi rus. Els britànics van dur a terme maniobres navals en el mar del Nord, mentre que els russos van fer el mateix prop de la frontera prussiana. Frederic Guillem IV de Prússia va tenir llavors que cedir, per evitar la guerra. A. J. P. Taylor arremet contra aquesta descripció dels esdeveniments. Explica que lord Palmerston certament va fer crides a la pau, però només es va mostrar molt vague. Va escriure constantment als diplomàtics prussians, mentre que Rússia acabaria per amenaçar-los. França no va amenaçar a Prússia. D'altra banda, Federico Guillermo no volia afrontar la desautorització del tsar. Taylor considera el temor dels prussians a la guerra com una por infantil completament injustificat.

## Conseqüències
El problema de la successió no va ser resolt definitivament; a la mort de Federico VII el 15 de novembre de 1863, Cristián von Glücksburg, convertit en Cristián IX, va promulgar una nova constitució a fi de conservar els dos ducats en contradicció amb el Tractat de Londres de 1852. La Confederació Germànica es va oposar fermament i va decidir el 7 de desembre envair el ducat de Holstein. La Guerra dels Ducats, o Segona Guerra de Schleswig, acabava d'esclatar.